# Weidenbach (Taunus)
Weidenbach ist eine Ortsgemeinde im Rhein-Lahn-Kreis in Rheinland-Pfalz. Sie gehört der Verbandsgemeinde Nastätten an.

## Geschichte
Weidenbach gehörte zur Niedergrafschaft Katzenelnbogen und war dem Amt Hohenstein und dem Gericht Diethardt unterstellt. Bis zum Aussterben des Geschlechtes der Grafen von Katzenelnbogen 1479 gehörte es zu deren Besitz. Danach fiel es an die Landgrafen von Hessen. 1527 wurde die Reformation eingeführt. 1567 fiel das Gebiet an Hessen-Rheinfels, 1583 an Hessen-Kassel.
Von 1806 bis 1813 stand das Gebiet unter französischer Verwaltung. Nach dem Wiener Kongress (1815) wurde die Region und damit auch Weidenbach aufgrund eines Tauschvertrages 1816 dem Herzogtum Nassau zugeordnet. Infolge des sogenannten Deutschen Krieges wurde das Herzogtum Nassau 1866 vom Königreich Preußen annektiert.
Seit 1946 ist Weidenbach Teil des damals neugeschaffenen Landes Rheinland-Pfalz.

## Politik

### Gemeinderat
Der Gemeinderat in Weidenbach besteht aus sechs Ratsmitgliedern, die bei der Kommunalwahl am 9. Juni 2024 in einer Mehrheitswahl gewählt wurden, und dem ehrenamtlichen Ortsbürgermeister als Vorsitzendem.

### Bürgermeister
Ortsbürgermeister von Weidenbach ist Helmut Maxeiner. Bei der Direktwahl am 26. Mai 2019 wurde er mit einem Stimmenanteil von 85,33 % gewählt und damit Nachfolger von Michael Tönges. Bei der Direktwahl am 9. Juni 2024 wurde Maxeiner als einziger Bewerber mit 70,7 % für weitere fünf Jahre in seinem Amt bestätigt.

## Persönlichkeiten
Aus Weidenbach oder aus Miehlen stammt Johannes Bückler (* vermutlich 1779, † 1803), genannt Schinderhannes.